# Димово
Ди́мово (болг. Димово) — місто в Видинській області Болгарії. Адміністративний центр общини Димово.

## Населення
За даними перепису населення 2011 року у місті проживали 1202 особи.
Національний склад населення міста:
| Національність   | Кількість осіб | Відсоток |
| ---------------- | -------------- | -------- |
| болгари          | 956            | 90,2%    |
| цигани           | 87             | 8,2%     |
| турки            | 0              | 0%       |
| Всього відповіли | 1060           |          |

Розподіл населення за віком у 2011 році:
Динаміка населення: